# Aspidiotus hedericola
Aspidiotus hedericola ist eine Schildlaus aus der Familie der Deckelschildläuse (Diaspididae), welche bevorzugt an Blättern des Gemeinen Efeus vorkommt.

## Vorkommen
Aspidiotus hedericola ist im Mittelmeerraum verbreitet, so in Kroatien, Zypern, Griechenland, Italien, Malta, Spanien, Israel, im Libanon, im Iran und in der Türkei. Seit 2014 dehnt sich ihr Vorkommen invasiv über Baden-Württemberg und Nordrhein-Westfalen aus.

## Lebensweise
Die Deckelschildlaus wurde auf nur 4 Arten oder Pflanzengattungen aus 4 Pflanzenfamilien beobachtet: namensgebend auf Efeu (Familie Araliengewächse), auf Acacia (Familie Hülsenfrüchtler), auf Echtem Lorbeer (Familie Lorbeeren) und auf Eschen-Ahorn (Familie Seifenbaumgewächse).

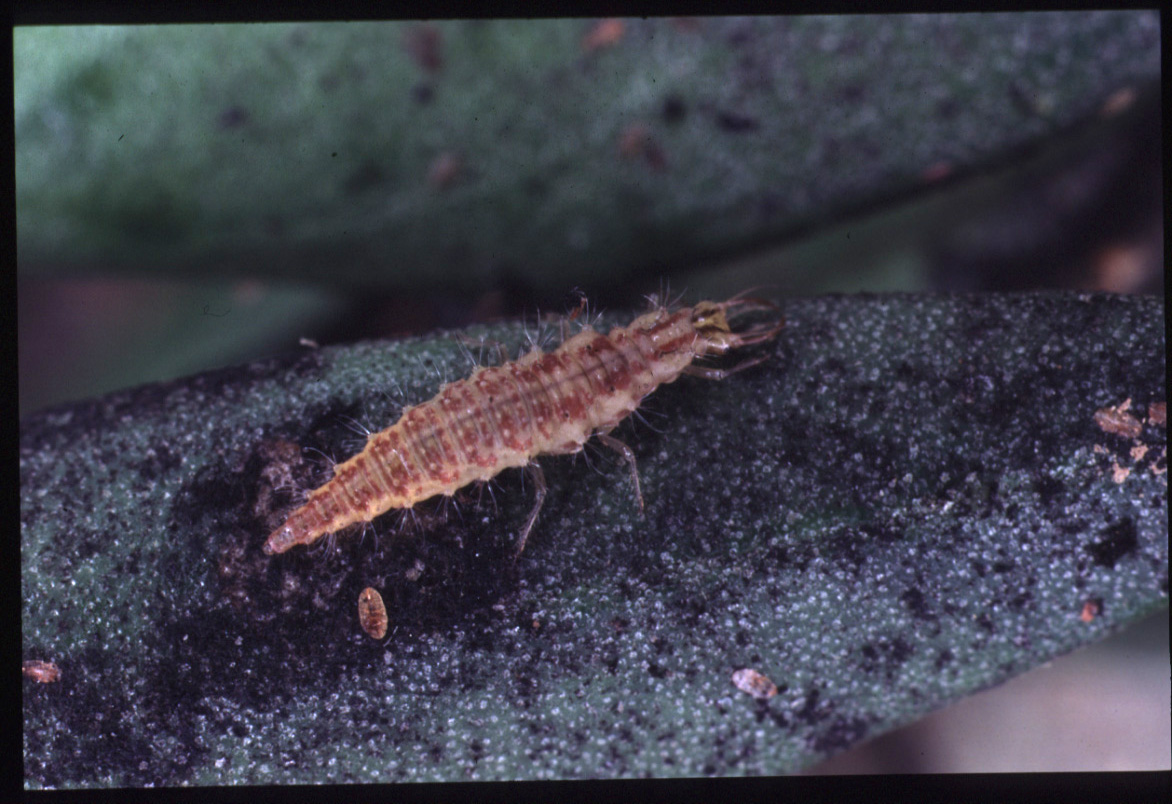
Larve einer Florfliege, die Schildllauslarven der Art Saissetia oleae auf einem mit Rußschimmel bedeckten Olivenblatt frisst.

## Fressfeinde
Die Larven der Gemeinen Florfliege fressen Eier und Larven von Aspidiotus hedericola.

## Erstbeschreibung
Die Erstbeschreibung wurde postum veröffentlicht, Gustavo Leonardi hatte die Urheberschaft allerdings 1918 „Lidinger“ zugeschrieben. Leonardi hatte das Insekt beschrieben, zusammen mit vielen weiteren, aber die Monografie mit 45 Veröffentlichungen über Schadinsekten, darunter Monografia delle Cocciniglie Italiane, erschien erst zwei Jahre nach seinem Tod.